# ノーム・ルイス
ノーム・ルイス (Norm Lewis。1963年6月2日 - ) は、トニー賞ノミネート俳優。ブロードウェイやヨーロッパでミュージカルを中心に映画やテレビ、音楽活動など広く活躍している。

## 人物
- 1963年フロリダ州タラハシーで生まれ、イートンビルで育つ。大学を卒業し、役者として活躍する前にオーランドの新聞会社で働いていた。
- 1993年ブロードウェイデビュー。以後、ブロードウェイ界を代表とする黒人ミュージカル俳優として第一線で活躍している。また、2010年10月3日ロンドンのO2アリーナで行われた『レ・ミゼラブル25周年記念コンサート』のジャベール役として出演。
- 2012年『ポーギーとベス』のポーギー役にてトニー賞ミュージカル主演男優賞ノミネート。
- 2014年5月12日から2015年2月7日まで、『オペラ座の怪人』主役ファントムをブロードウェイ初となる、アフリカ系ファントムとして演じていた。なお、世界初のアフリカ系ファントムはRobert Guillaumeである。(ロサンゼルス公演／1990年)

## 出演作品
- The Who's Tommy（アンサンブル）
- ミス・サイゴン（ジョン）
- サイドショウ（英語: Side Show）（ジェイク）
- ワイルドパーティー（英語: The Wild Party）（エディ）
- 壁抜け男（画家）
- シカゴ（ビリー・フリン）
- ドリームガールズ（カーティス）
- チェス（モロコフ）
- ヘアー
- レ・ミゼラブル（ジャベール）
- リトル・マーメイド（トリトン）
- スウィーニー・トッド（スウィーニー・トッド）
- ソンドハイム・オン・ソンドハイム（英語: Sondheim on Sondheim）
- ポーギーとベス（ポーギー）
- オペラ座の怪人（ファントム）